# ТЕС Балінг

ТЕС Балінг (Balingué) – теплова електростанція в Малі, у промисловій зоні Балінг на сході столиці країни Бамако. Станом на середину 2010-х є найпотужнішою малійською ТЕС.
Станція складається з кількох черг, оснащених розрахованими на використання нафтопродуктів дизель-генераторами:
- у 2000-2001 роках тут встановили три генератори MTM BV 16M640 Deutz потужністю по 6,25 МВт та один MTM BV 12M640 Deutz потужністю 4,9 МВт;
- в 2007-му додали чотири MTU 20V4000G62 з одинчиною потужністю 2,2 МВт;
- у 2011-му за рахунок фінансування Ісламського банку розвитку спорудили найпотужнішу чергу (також відома як ТЕС BID) із чотирьох генераторів фінської компанії Wartsila типу W18V38B загальною потужністю 45 МВт;
- у другій половині 2010-х розпочали проект зі встановлення двох додаткових дизель-генераторів Wartsila типу W12V46 загальною потужністю 23 МВт.